# Digno González
Digno Javier González Sosa (n. Caraguatay, Paraguay, 5 de febrero de 1990) es un futbolista paraguayo. Juega de delantero y su actual equipo es el Club Sportivo Luqueño  actualmente en la División Intermedia de Paraguay.

En su carrera profesional tiene 2 títulos, con Cerro Porteño fue campeón del Torneo Apertura 2009 y con el 3 de Febrero obtuvo el título de campeón de la División Intermedia 2017.

## Clubes
| Club                       | País        | Año         | Goles  |
| -------------------------- | ----------- | ----------- | ------ |
| Cerro Porteño              | Paraguay    | 2009 - 2010 | 5      |
| Rubio Ñu                   | Paraguay    | 2011        | 8      |
| Atlético Huila             | Colombia    | 2012        | 3      |
| Real Cartagena             | Colombia    | 2012        | 4      |
| Real Garcilaso             | Perú        | 2013 - 2014 | 4      |
| Rangers                    | Chile       | 2014        | 2      |
| Resistencia                | Paraguay    | 2015        | 7      |
| Club Atlético 3 de Febrero | Paraguay    | 2016 -2021  | 38… 11 |
| Club Sportivo Luqueño      | Paraguay    | 2022 - Act  | 27 6   |
| Club Sportivo San Lorenzo  | 🇵🇾 Paraguay | 2023        | --     |
| Atyra Futbool Club         | 🇵🇾 Paraguay | 2023        | 15 5   |
| Club Atlético 3 de Febrero | 🇵🇾 Paraguay | 2024        | ?? ??  |

### Participaciones en Copas Nacionales
| Copa               | País     | Resultado     | Partidos | Goles |
| ------------------ | -------- | ------------- | -------- | ----- |
| Copa Paraguay 2018 | Paraguay | Por confirmar | 0        | 0     |

- Datos: Q5276345